# عاشقان موسیقی (مجموعه تلویزیونی)
عاشقان موسیقی (انگلیسی: Lovers of Music؛‏ کره‌ای: 트로트의 연인) یک مجموعه تلویزیونی محصول کره جنوبی در سال ۲۰۱۴ با بازی جونگ اون جی، جی هیون وو، شین سونگ روک و لی سه یونگ است. این مجموعه از ۲۳ ژوئن تا ۱۲ اوت ۲۰۱۴، روزهای دوشنبه و سه‌شنبه ساعت ۲۱:۵۵ (کی‌اس‌تی) از کی‌بی‌اس۲ برای ۱۶ قسمت پخش شد.

## بازیگران

### اصلی
- جونگ اون جی در نقش چوی چون هی[۵][۶]
- جی هیون وو در نقش جانگ جون هیون[۷]
- شین سونگ روک در نقش جو گون وو[۸][۹]
- لی سه یونگ در نقش پارک سو این